# Granton
Granton és una població dels Estats Units a l'estat de Wisconsin. Segons el cens del 2000 tenia 406 habitants.

## Demografia
Segons el cens del 2000, Granton tenia 406 habitants, 156 habitatges, i 104 famílies. La densitat de població era de 275 habitants per km².
Dels 156 habitatges en un 32,7% hi vivien nens de menys de 18 anys, en un 52,6% hi vivien parelles casades, en un 8,3% dones solteres, i en un 33,3% no eren unitats familiars. En el 28,2% dels habitatges hi vivien persones soles el 12,2% de les quals corresponia a persones de 65 anys o més que vivien soles. El nombre mitjà de persones vivint en cada habitatge era de 2,55 i el nombre mitjà de persones que vivien en cada família era de 3,19.
Per edats la població es repartia de la següent manera: un 30,5% tenia menys de 18 anys, un 9,6% entre 18 i 24, un 26,8% entre 25 i 44, un 18,7% de 45 a 60 i un 14,3% 65 anys o més.
L'edat mediana era de 33 anys. Per cada 100 dones de 18 o més anys hi havia 95,8 homes.
La renda mediana per habitatge era de 30.288 $ i la renda mediana per família de 35.972 $. Els homes tenien una renda mediana de 26.477 $ mentre que les dones 21.354 $. La renda per capita de la població era de 12.218 $. Aproximadament el 13,3% de les famílies i el 14,5% de la població estaven per davall del llindar de pobresa.

## Poblacions més properes
El següent diagrama mostra les poblacions més properes.